# 诺维勒城堡
诺维勒城堡（Château de Novel）是一座中世纪城堡，建于12世纪，位于法国奥弗涅-罗讷-阿尔卑斯大区上萨瓦省的省会阿讷西的诺维勒区。
1975年10月31日，其立面和屋顶部分登记为法国历史遗迹。

## 历史
诺维勒城堡建于12世纪，原为日内瓦伯爵的住所。。
法国大革命期间，该建筑被没收为国家财产。